# 聖誕夜怪譚
是一部2009年的3D電腦動畫电影，由Robert Zemeckis编劇及導演。 电影改编自查尔斯·狄更斯的小说《小氣財神》，金凱瑞在剧中饰演艾比尼澤·史古基（青年、中年及老年）以及聖誕三精灵。
電影於2009年11月6日由華特迪士尼影城電影公司以迪士尼數位3D、RealD 戲院和IMAX 3D形式正式發行。影評界對本片的評價褒貶不一，主要稱讚動畫視覺效果、亞倫·席維斯崔的配樂、金·凱瑞和蓋瑞·歐德曼的表演，但批評電影的黑暗基調。金·凱瑞因為出演該片獲頒第23屆尼克頻道兒童票選獎最佳動畫電影配音獎。

## 角色
- 金·凱瑞 飾演 艾比尼澤·史古基、過去的聖誕幽靈（英语：Ghost of Christmas Past）、現在的聖誕幽靈（英语：Ghost of Christmas Present）、未來的聖誕幽靈（英语：Ghost of Christmas Yet to Come）
- 蓋瑞·歐德曼 飾演 鮑勃·克拉奇（英语：Bob Cratchit）、雅各布·马利、小提姆
- 柯林·佛斯 飾演 弗瑞德

## 外部連結
- 互联网电影数据库（IMDb）上《聖誕夜怪譚》的资料（英文）
- AllMovie上《聖誕夜怪譚》的资料（英文）
- 爛番茄上《聖誕夜怪譚》的資料（英文）
- Box Office Mojo上《聖誕夜怪譚》的資料（英文）
- TCM电影资料库上《聖誕夜怪譚》的资料（英文）
- Metacritic上《聖誕夜怪譚》的資料（英文）
- 開眼電影網上《聖誕夜怪譚》的資料（繁體中文）
- 豆瓣电影上《聖誕夜怪譚》的資料 （简体中文）
- 时光网上《聖誕夜怪譚》的資料（简体中文）